# The Mercy
The Mercy es una película dramática biográfica de 2017 dirigida por James Marsh y escrita por Scott Z. Burns. Se basa en la historia real del desastroso intento del navegante aficionado Donald Crowhurst de completar la carrera del Sunday Times Golden Globe en 1968 y sus intentos posteriores de encubrir su fracaso. La película está protagonizada por Colin Firth, Rachel Weisz, David Thewlis y Ken Stott. Es una de las últimas películas del compositor islandés Jóhann Jóhannsson.

## Sinopsis
Biopic sobre Donald Crowhurst, veterano de la Real Fuerza Aérea Británica y navegante aficionado, que decidió participar en 1968 en la Golden Globe Race, una competición que consistía en circunnavegar alrededor del mundo sin paradas, para obtener un suculento premio y sanear sus finanzas. Pero las cosas no le fueron bien y optó por engañar a los organizadores del evento sobre cuál era su verdadera posición.

## Reparto
- Colin Firth como Donald Crowhurst.
- Rachel Weisz como Clare Crowhurst.
- David Thewlis como Rodney Hallworth.
- Ken Stott como Stanley Best.
- Jonathan Bailey como Wheeler.
- Adrian Schiller como Elliot.
- Oliver Maltman como Dennis Herbstein.
- Mark Gatiss como Ronald Hall.[2]
- Simon McBurney como Sir Francis Chichester.[2]
- Kit Connor como James Crowhurst.
- Eleanor Stagg como Rachel Crowhurst.
- Andrew Buchan como Ian.
- Geoff Bladon como Arthur Bladon.